# Дзюба Микола Григорович
Дзюба Микола Григорович (нар. 12 листопада 1946, село Сувид, Вишгородський район, Київська область, Українська РСР, СРСР)  — колишній народний депутат України. Нагороджений орденами «Знак Пошани», «Трудова Слава» III ступеню.

## Біографія
Микола Григорович Дзюба, народився 12 листопада 1946 року в селі Сувид, Вишгородський район, Київська область, Українська РСР, в сім'ї селян. Освіта —  повна середня. Національність -- України. Одружений та має 2-ох дітей.
03.1994 р. — кандидат у народні депутати України, Оболонський виб. окр. № 10, м. Київ, висун. виборцями. Зняв кандидатуру.
Народний депутат України (12)1-го склик. з 03.1990 (2-й тур) до 04.1994, Оболонський виб. окр. № 11, місто Київ. Голова підкомісії з питань розвитку сфери послуг, секретар комісії у питаннях соціальної політики та праці. Входив до Народної Ради.
- З 1964 р. —  працює слюсарем-сантехніком в/ч 55372[2].
- В 1965 р — був призваний для проходження служби в армії[2].
- З 1968 —  працює водієм АТП 13070, у м. Київ[2].
- У 1986 р. -- брав активну участь у ліквідації наслідків аварії на Чорнобильській АЕС[2].
- У 18.03 1990 р. переміг у 2-му турі завдяки 42.53% голосів під час виборів у Народні депутати України[2].
- З 1994 —  обіймав посаду референта-консультанта Міжнародного фонду гуманітарних та економічих зв'язків України з Росією[2].

Був кандидатом у народні депутати СРСР в 1989.
Член КПРС (1968—1990).
Ордени «Знак Пошани», Трудової Слави III ст.

## Джерело
- Довідка